# Jimmy Cowan
Quinton James Cowan (Gore, 6 de marzo de 1982) es un ex–jugador neozelandés de rugby que se desempeña como medio scrum.

## Selección nacional
Fue convocado a los All Blacks por primera vez en noviembre de 2004 por la gira de ese año. En total jugó 51 partidos y marcó 35 puntos, productos de siete tries.

### Participaciones en Copas del Mundo
Participó del Mundial de Nueva Zelanda 2011 donde Cowan fue llevado como reserva, por detrás de Piri Weepu y Andrew Ellis. Se consagró como campeón del Mundo, disputó cuatro partidos; le marcó un try a los Canucks en la fase de grupos y jugó su último partido ante los Pumas en los cuartos de final.
| Mundial                       | Sede          | Resultado | PJ | Tries |
| ----------------------------- | ------------- | --------- | -- | ----- |
| Copa Mundial de Rugby de 2011 | Nueva Zelanda | Campeón   | 4  | 1     |

## Palmarés
- Campeón de The Rugby Championship de 2006, 2008 y 2010.
- Campeón de la Copa Desafío de 2014–15.